# Disraelifjord
De Disraelifjord is een fjord aan de noordwestkust van het Ellesmere-eiland in het Canadese territorium Nunavut.
In deze 36 kilometer lange fjord ligt het Ward Hunt-ijsplateau, het grootste ijsplateau in de Noordelijke IJszee.
Dit ijsplateau damde de fjord af, waardoor die veranderde in het grootste kustmeer van het noordelijk halfrond. Het meer bevatte 43 meter zoet water bovenop 360 meter zout (en zwaarder) oceaanwater. Dit zoetwatermeer stroomde door de scheurvorming in het ijsplateau in september 2002 in korte tijd leeg, waardoor een unieke levensgemeenschap van zoet- en zoutwater plankton verdween.
Er wordt algemeen aangenomen dat een verandering in het klimaat oorzaak is van het ontstaan van de scheur in het Ward Hunt-ijsplateau.